# Genetta victoriae
Genetta victoriae är en däggdjursart som beskrevs av Thomas 1901. Genetta victoriae ingår i släktet genetter och familjen viverrider. IUCN kategoriserar arten globalt som livskraftig. Inga underarter finns listade.

## Utseende
Arten når en kroppslängd (huvud och bål) av 55 till 60 cm, en svanslängd av 41,3 till 49 cm och en vikt av 2,5 till 3,5 kg. Bakfötterna är 9,2 till 10,5 cm långa och öronen är 4,5 till 5,1 cm stora. Förutom könsdelarna finns inga ytliga skillnader mellan hannar och honor. Grundfärgen av pälsen på ovansida är ljus ockra till gulaktig och undersidan är ännu ljusare. En mörk längsgående strimma sträcker sig på ryggens topp från halsen till stjärten. Den är inte sammanhängande men på grund av långa hår ser den sammanhängande ut. Håren kan resas till en kam. Svarta områden kring djurets nos och vita fläckar kring ögonen bildar en ansiktsmask. På svansen förekommer ungefär 6 smala ljusa ringar med breda mörka band mellan. Genetta victoriae har många mörka fläckar på bålen som är oordnade. Antalet fläckar minskar mot de mörkbruna till svarta extremiteterna. Honor har två par spenar. I varje käkhalva förekommer 3 framtänder, 1 hörntand, 4 premolarer och 2 molarer.

## Utbredning
Arten förekommer i förekommer i östra Kongo-Kinshasa och angränsande områden av Uganda. Genetta victoriae når i bergstrakter 1800 meter över havet. Habitatet utgörs främst av tropiska regnskogar.

## Ekologi
Denna genett vilar på dagen i håligheter under trädstubbar eller gömd i den täta växtligheten och den letar under natten efter föda. Antagligen lever varje exemplar ensam när honan inte är brunstig. Annars är inget känt om levnadssättet.